# Douzain (monnaie)
Pour l’article ayant un titre homophone, voir Douzain.

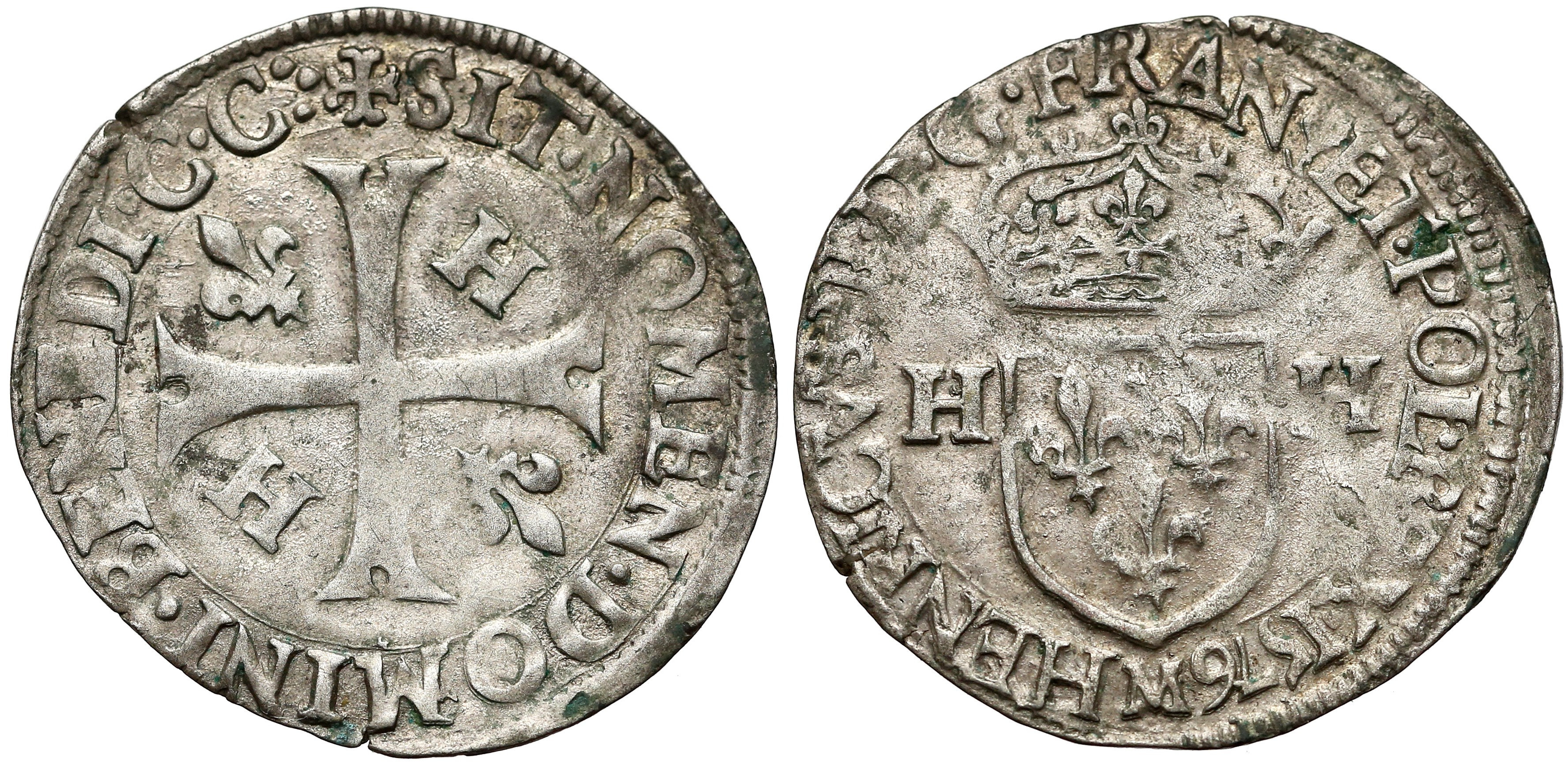
Douzain 1576, Henri III.

Un douzain est le nom d'une monnaie française créée par Charles VII et appelée grand blanc (à ne pas confondre avec le gros blanc).
D'une valeur de 12 deniers (d'où son nom), il équivalait donc à un sol et sa composition était en billon et non en argent plein. Son titrage évolua au fil des années, passant de 4 à 3 parties d'argent.
Bien que composé principalement de cuivre, on ne pouvait les confondre avec la pièce d'un sou. Cependant, à l'usage, la couche d'argent finissait par s'élimer ou s'éroder, le titrage étant parfois inférieur à 25 % d'argent contre 70 % de cuivre et 5 % de plomb. 
De petite taille, il portait comme motif, d'un côté une croix, de l'autre les armes de France.
Le douzain fut fabriqué jusqu'à la réformation instituée par Louis XIII puis interdit à l'usage sous peine d’amende par une ordonnance de Louis XIV le 16 septembre 1692. Entretemps, son pouvoir libératoire avait été limité à de petites sommes, inférieures à dix livres tournois.